# Срезови Мађарске
Срезови или котари (мађ. kistérség) су вештачки основане подручне јединице, у циљу развоја и статистичког праћења живота у Мађарској. Узевши у обзир величину, срез у Мађарској представља целину која је близу величине округа, али у управном погледу се не ограничава на постављене границе. 
Сваки мађарски срез се састоји од више насељених места, која имају елементе локалне самоуправе (општине). Више срезова чини једну жупанију. Изузетак је главни град Будимпешта, који се дели на 22 среза, који су суштински изједначени са градским општинама.
У Мађарској од 2013. године постоји 198 срезова.

## Подела
Географски и политички, Мађарска је подељена на: 
- Регионе,
- Жупаније (мађ. megye),
- Срезове (мађ. kistérség),
- Општине (мађ. község),
- Градове (мађ. város),
- Села,
- Насеља (мађ. település).

## Списак срезова у Мађарској по регијама и жупанијама
(У загради, поред среског имена и матичног мађарског имена, су подаци о броју становника из пописа од 1. јануара 2005. године.)

### Западна прекодунавска регија(Nyugat-Dunántúl régió)

#### Ђер-Мошон-Шопрон(Győr-Moson-Sopron megye)
- Ђерски срез -  ; (17.6481)
- Капуварско-Беледски срез -  ; (25.136)
- Мошонмађароварски срез -  ; (72.861)
- Панонхалмски срез -  ; (17.101)
- Тетски срез - Téti kistérség; (19.408)
- Чорнски срез -  ; (35.299)
- Шопронско-Фертедски срез - Sopron–Fertődi kistérség; (93.636)

#### Ваш(Vas megye)
- Вашварски срез - Vasvári kistérség; (14.832)
- Ерисентпетерски срез - Őriszentpéteri kistérség; (7.128)
- Кермендски срез - Körmendi kistérség; (22.104)
- Кесешки срез - Kőszegi kistérség; (18.345)
- Сентготхардски срез - Szentgotthárdi kistérség; (15.177)
- Сомбатхељски срез - Szombathelyi kistérség; (113.333)
- Целдемелчки срез - Celldömölki kistérség; (26.115)
- Чепрешки срез Csepregi kistérség;(11.647)
- Шарварски срез - Sárvári kistérség; (36.548)

#### Зала(Zala megye)
- Залаегерсегски срез - Zalaegerszegi kistérség; (106.099)
- Залакарошки срез - Zalakarosi kistérség; (13.196)
- Заласентгротски срез - Zalaszentgróti kistérség; (18.557)
- Кестхељски срез - Keszthely kistérség; (34.806)
- Лентски срез - Lenti kistérség; (22.678)
- Летењски срез - Letenyei kistérség; (18.477)
- Нађканишки срез - Nagykanizsai kistérség; (81.751)
- Пачански срез - Pacsai kistérség; (10.792)
- Хевишки срез - Hévízi kistérség; (12.473)

### Јужна прекодунавска регија(Dél-Dunántúl régió)

#### Барања(Baranya megye)
- Комлојски срез - ; (41.371)
- Мохачки срез - Mohácsi kistérség; (51.358)
- Печујски срез - Pécsi kistérség; (183.764)
- Печварадски срез - Pécsváradi kistérség; (12.939)
- Сентлеринцски срез Szentlőrinci kistérség; (15.642)
- Сигетски срез - Szigetvári kistérség;(27.559)
- Шашдски срез - ; (15.040)
- Шељски срез - Sellyei kistérség; (14.417)
- Шиклошки срез - срезSiklósi kistérség; (38.223)

#### Шомођ(Somogy megye)
- Балатонфелдварски срез - Balatonföldvári kistérség; (11.710)
- Барчки срез - Barcsi kistérség; (26.067)
- Кадаркутски срез - Kadarkúti kistérség; (21.021)
- Капошварски срез - Kaposvári kistérség; (123.322)
- Ленђелтотски срез - Lengyeltóti kistérség; (11.402)
- Марцалски срез - Marcali kistérség; (31.872)
- Нађатадски срез - Nagyatádi kistérség; (27.927)
- Табски срез - Tabi kistérség; (15.907)
- Фоњодски срез - Fonyódi kistérség; (27.236)
- Чурговски срез - Csurgói kistérség; (18.545)
- Шиофочки срез - Siófoki kistérség; (37.814)

#### Толна(Tolna megye)
- Боњхадски срез - Bonyhádi kistérség; (29.737)
- Домбоварски Dombóvári kistérség; (34.952)
- Пакшки Paksi kistérség; (50.016)
- Сексардски Szekszárdi kistérség; (88.488)
- Тамашки Tamási kistérség; (42.157)

### Централна прекодунавска регија(Közép-Dunántúl régió)

#### Фејер(Fejér megye)
- Абајски срез - Abai kistérség; (24.081)
- Бичкејски срез - Bicskei kistérség; (37.581)
- Гардоњски срез - Gárdonyi kistérség; (23.825)
- Дунаујварошки срез - Dunaújvárosi kistérség; (74.810)
- Ењиншки срез - Enyingi kistérség; (21.739)
- Ерчки срез - Ercsi kistérség; (23.970)
- Моријски срез - Móri kistérség; (35.086)
- Секешфехерварски срез - Székesfehérvári kistérség; (136.700)
- Џунтарански срез - Adonyi kistérség; (24.755)
- Шарбогардски срез - Sárbogárdi kistérség; (26.251)

#### Комаром-Естергом(Komárom-Esztergom megye)
- Дорошки срез - Dorogi kistérség; (40.401)
- Естергомски срез - Esztergomi kistérség; (56.077)
- Кишбершки срез - Kisbéri kistérség; (21.285)
- Комаромски срез - ; (41.375)
- Орослањ срез - Oroszlányi kistérség; (27.747)
- Татабањски срез - Tatabányai kistérség; (89.064)
- Татајски срез - Tatai kistérség; (39.595)

#### Веспрем(Veszprém megye)
- Ајшки срез - Ajkai kistérség; (58.148)
- Балатоналмадски срез - Balatonalmádi kistérség; (27.679)
- Балатонфиредски срез - Balatonfüredi kistérség;(21.997)
- Варпалотски срез - Várpalotai kistérség; (37.662)
- Веспремски срез - Veszprémi kistérség; (83.380)
- Зирчки срез - Zirci kistérség; (21.767)
- Папашки срез - Pápai kistérség; (62.806)
- Таполцански срез - Tapolcai kistérség; (36.892)
- Шимешки срез - Sümegi kistérség; (16.224)

### Централна Мађарска регија(Közép-Magyarország régió)

#### Будимпешта(Budapest)
- Будимпештански срез Budapesti kistérség; (1.697.343)

#### Пешта(Pest megye)
- Асодски срез - Aszódi kistérség; (35.281)
- Будаершки срез - Budaörsi kistérség; (146.852)
- Вачки срез - Váci kistérség; (68.467)
- Верешеђхашки срез - Veresegyházi kistérség; (31.691)
- Геделски срез - Gödöllői kistérség; (107.020)
- Дабашки срез - Dabasi kistérség; (43.475)
- Дунакешки срез - Dunakeszi kistérség; (64.414)
- Ђалски срез - Gyáli kistérség; (73.493)
- Монорски срез - Monori kistérség; (90.640)
- Нађкатски срез - Nagykátai kistérség; (61.481)
- Пилишверешварски срез - Pilisvörösvári kistérség; (84.999)
- Рацкоковински срез - Ráckevei kistérség; (127.619)
- Сентандрејски срез - Szentendrei kistérség; (73.082)
- Сопски срез - Szobi kistérség; (13.002)
- Цегледски срез- Ceglédi kistérség; (122.113)

### Северна Мађарска регија(Észak-Magyarország régió)

#### Боршод-Абауј-Земплен(Borsod-Abaúj-Zemplén megye)
- Абаујско-Хеђкешки срез - Abaúj–Hegyközi kistérség; (15.558)
- Бодрогкезечки срез - Bodrogközi kistérség; (18.384)
- Еделењски срез - Edelényi kistérség; (36.299)
- Енчејски Encsi kistérség; (24.251)
- Казинцбарцишки срез - Kazincbarcikai kistérség; (64.077)
- Мезечатски срез - ; (15.048)
- Мезекевешки срез - Mezőkövesdi kistérség; (44.565)
- Мишколачки срез - Miskolci kistérség; (274.840)
- Оздски срез - Ózdi kistérség; (74.283)
- Серенчки срез - Szerencsi kistérség; (45.006)
- Сиксовски срез - Szikszói kistérség; (19.586)
- Тисаујварошки срез - Tiszaújvárosi kistérség; (33.616)
- Токајски срез - Tokaji kistérség; (14.563)
- Шарошпатачки срез - Sárospataki kistérség; (27.146)
- Шатораљаујхељски срез - Sátoraljaújhelyi kistérség; (24.632)

#### Хевеш(Heves megye)
- Белапатфалвски срез - Bélapátfalvai kistérség; (13.739)
- Ђенђешки срез - Gyöngyösi kistérség; (77.773)
- Егерски срез - Egri kistérség; (79.484)
- Петервашарски срез - Pétervásárai kistérség; (23.287)
- Физешабоњски срез - Füzesabonyi kistérség; (38.040)
- Хатвански срез - Hatvani kistérség; (53.952)
- Хевешки срез - Hevesi kistérség; (36.481)

#### Ноград(Nógrád megye)
- Балашађарматски срез - Balassagyarmati kistérség; (42.581)
- Батоњтерењски срез - Bátonyterenyei kistérség; (26.319)
- Пастовски срез - Pásztói kistérség; (33.641)
- Ретшачки срез - Rétsági kistérség; (25.795)
- Шалготарјански срез - Salgótarjáni kistérség; (68.070)
- Сечењски срез - Szécsényi kistérség; (20.095)

### Велика северна равница(Észak-Alföld régió)

#### Хајду-Бихар(Hajdú-Bihar megye)
- Балмазујварошки срез - Balmazújvárosi kistérség; (30.110)
- Беретћоујфалушки срез - Berettyóújfalui kistérség; (53.875)
- Дебреценски срез - Debreceni kistérség; (204.297)
- Деречко-Летавертешки срез - Derecske–Létavértesi kistérség; (39.661)
- Полгарски срез - Polgári kistérség; (14.822)
- Пишпекладањски срез - Püspökladányi kistérség; (51.989)
- Хајдубесермењски срез - Hajdúböszörményi kistérség; (59.869)
- Хајдухазашки срез - Hajdúhadházi kistérség; (60.734)
- Хајдусобословски срез - Hajdúszoboszlói kistérség; (34.015)

#### Јас-Нађкун-Солнок(Jász-Nagykun-Szolnok megye)
- Јазберењски срез - Jászberényi kistérség; (88.097)
- Карцашки срез - Karcagi kistérség; (46.680)
- Кунсентмартонски срез - Kunszentmártoni kistérség; (38.583)
- Мезетурски срез - Mezőtúri kistérség; (31.012)
- Солношки Szolnoki kistérség; (120.744)
- Тисафиредски срез - Tiszafüredi kistérség; (40.082)
- Терексентмиклошки срез - Törökszentmiklósi kistérség; (45.625)

#### Саболч-Сатмар-Берег(Szabolcs-Szatmár-Bereg megye)
- Бакталорантхазашки срез - Baktalórántházai kistérség; (35.638)
- Вашарошнамењски срез - Vásárosnaményi kistérség; (32.038)
- Ибрањ-Нађхалашки срез - Ibrány–Nagyhalászi kistérség; (46.134)
- Кишвардски срез - Kisvárdai kistérség; (75.201)
- Матесалски срез -Mátészalkai kistérség; (67.241)
- Нађкалошкии срез - Nagykállói kistérség; (46.058)
- Њирбаторски срез - Nyírbátori kistérség; (45.204)
- Њиређхазашки срез - Nyíregyházai kistérség; (142.251)
- Тисавашварски срез - Tiszavasvári kistérség; (37.888)
- Фехерђарматски срез - Fehérgyarmati kistérség; (39.679)
- Ченгерски срез - Csengeri kistérség; (14.291)

### Регија велике јужне равнице(Dél-Alföld régió)

#### Бач-Кишкун(Bács-Kiskun megye)
- Бачалмашки срез - Bácsalmási kistérség; (18.294)
- Бајски срез - Bajai kistérség; (76.318)
- Јаношхалмски срез - Jánoshalmi kistérség; (17.260)
- Калочки срез - Kalocsai kistérség; (55.288)
- Кечкеметски срез - Kecskeméti kistérség; (168.704)
- Кишкерешки срез - Kiskőrösi kistérség; (58.218)
- Кишкунфелеђхашки срез - Kiskunfélegyházi kistérség; (50.528)
- Кишкунхалашки срез - Kiskunhalasi kistérség; (46.761)
- Кишкунмајшки срез - Kiskunmajsai kistérség; (17.088)
- Кунсентмиклошки срез - Kunszentmiklósi kistérség; (32.040)

#### Бекеш(Békés megye)
- Бекешчапки срез - Békéscsabai kistérség; (73.904)
- Бекешки срез - Békési kistérség; (56.531)
- Ђулашки срез - Gyulai kistérség; (52.829)
- Мезековачхашки срез - Mezőkovácsházi kistérség; (44.459)
- Оросхашки срез - Orosházi kistérség; (62.835)
- Сарвашки срез - Szarvasi kistérség; (31.385)
- Сегхалматски срез - Szeghalmi kistérség; (42.509)
- Шаркадски срез - Sarkadi kistérség; (25.138)

#### Чонград(Csongrád megye)
- Киштелечки срез - Kisteleki kistérség; (19.387)
- Маковски срез - Makói kistérség; (49.696)
- Морахаломски срез - Mórahalomi kistérség; (26.212)
- Сегедински срез - Szegedi kistérség; (201.602)
- Сентешки срез - Szentesi kistérség; (44.320)
- Ходмезевашархељски срез - Hódmezővásárhelyi kistérség; (58.954)
- Чонградски срез - Csongrádi kistérség; (24.678)

## Белешке
1. ↑  Срезови у Мађарској